# 丁堯相
丁堯相（1503年—1588年），字宗舜，號雲峰，河南汝州人，民籍，明朝政治人物。

## 生平
嘉靖十九年庚子科（1540年）河南鄉試第五十名舉人。嘉靖三十五年（1556年）中式丙辰科會試第二百九十二名，三甲第一百八十九名進士。吏部观政，任四川成都府推官，三十八年致仕，萬曆十六年卒，年八十六。

## 家族
曾祖丁秀；祖父丁良；父丁道，母侯氏；繼母劉氏。弟尧臣、尧卿、尧宾、尧荚（舉人）、尧士。